# مونتيري
مونتيري (بالإسبانية: Monterrey)‏ هي عاصمة ولاية نويفو ليون في شمال شرق المكسيك وأكبر مدينة فيها.  والمدينة هي جزء ثالث أكبر منطقة حضرية في المكسيك وترتيبها التاسع بين أكبر مدن البلاد.  وتمثل مونتيري المركز التجاري لشمال البلاد، وهي قاعدة للعديد من الشركات الدولية الكبيرة.
تعتبر مونتيري إحدى أغنى المدن في المكسيك والعالم وذلك بناتج محلي إجمالي من 130.7 مليون دولار في عام 2012. ويبلغ الناتج المحلي الإجمالي للفرد الواحد في المدينة ما يقرب من 32,000 دولار.  وتعتبر مدينة عالمية،  وتنافسية. وهي غنية بالتاريخ والثقافة، وهي إحدى أكثر المدن تطورا في البلاد، وغالبا ما تعتبر أكثر مدينة متأثرة بالثقافة الأمريكية في المكسيك. 
مونتيري هي مركز صناعي وتجاري مهم، وهي أيضا موطن لمجموعة واسعة من الشركات المكسيكية، بما في ذلك جروبو أفانتي، لانيكس للإلكترونيات، أوكريسا، سيمكس، فيترو، مرسيدس-بنز المكسيك، أكسو، بي إم دبليو دي المكسيك، جروبو بيمبو، دينا سا، كواتيموك موكتيزوما للبيرة.  مونتيري هي أيضا مقر لشركات عالمية مثل سيمنز، أكسنتور، تيرنيوم، سوني، توشيبا، شركة كارير، ويرلبول، سامسونج، تويوتا، شركة بابكوك ويلكوكس، دايو، إريكسون، نوكيا، ديل، بوينغ، اتش تي سي، جنرال الكتريك، جاميسا، إل جي، معهد ساس، جروندفوس، دانفوس، تيليبيرفورمانس، من بين شركات أخرى. 
تقع مونتيري في شمال شرق المكسيك، في جبال سييرا مادري الشرقية. تم تأسيس مستوطنة مونتيري في عام 1596 على يد دييغو دي مونتمايور، وظلت مأهولة منذ ذلك الحين. أصبحت مونتيري مركزا تجاريا هاما في السنوات التي تلت حرب الاستقلال المكسيكية. شهدت المدينة نموا صناعيا كبيرا مع إنشاء فونديدورا مونتيري.

## أعلام من مونتيري
- فرناندو فرنانديز، مغني وممثل ولد عام 1916 وتوفي عام 1999.